# Города Брунея

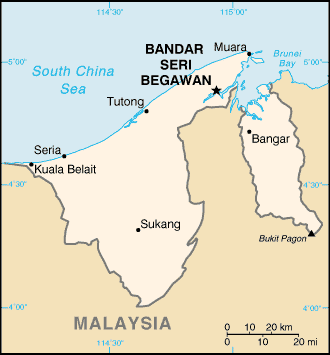
Карта Брунея

Официально, в Брунее нет населенных пунктов, имеющих статус «city». Пригородные районы в Бруней-Даруссаламе делятся на кампонги или деревни. Они могут управляться либо сельским советом под председательством старосты (Ketua Kampong), либо муниципальным советом (Lembaga Bandaran). Населённые пункты, которые управляются муниципальным советом, называются городами («town»).
В Брунее есть три муниципальных совета, которые управляют пятью городами:
- Бандар-Сери-Бегаван (население ≈ 181 500 человек, муниципальный совет Бандар-Сери-Бегаван);
- Куала Белайт (население ≈ 38 000 человек, муниципальный совет Бандар-Сери-Бегаван);
- Сериа (население ≈ 35 400 человек, муниципальный совет Серия);
- Джерудонг (население ≈ 30 000 человек, муниципальный совет Серия);
- Пекан Тутонг (население ≈ 27 500 человек, муниципальный совет Тутонг).

Также:
- Бангар — административный центр района Тембуронг
- Муара — морской порт в Брунее
- Суканг
- Панага.